# Evelin Frerk

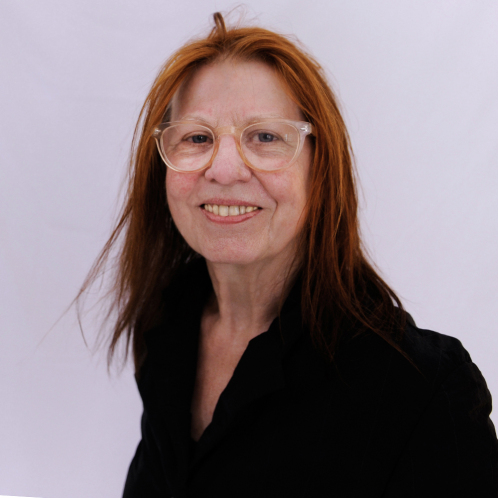
Evelin Frerk (2021)

Evelin Frerk (* 20. Februar 1947 in Hamburg) ist eine deutsche Fotografin und Journalistin.

## Biographie und Tätigkeiten
Frerk wuchs als jüngste von drei Schwestern in Hamburg auf. Nach einer kaufmännischen Lehre arbeitete sie als Ausbilderin in der Hamburger Verlagsbranche. 1977 beendete Frerk diesen Lebensabschnitt. Es folgten Reisen (nördliches Afrika und Sahara), Begabten-Abitur, Studium der Ethnologie und Journalistik. Ab den frühen 1990er Jahren war sie dann als Journalistin tätig; Reportagen für Twen, Wiener, Tango und – als eine der ersten Frauen – für den Playboy.
Im Jahr 1983 wurde sie eine freie Fotodesignerin mit einem Studio in Hamburg. Im Jahr 2008 verlegte sich der Lebensmittelpunkt Frerks nach Berlin.
Zahlreiche Gruppen- und Einzelausstellungen folgten.
Sie ist auch für die Bild-Redaktion beim Humanistischen Pressedienst (hpd) und der Giordano-Bruno-Stiftung zuständig. Frerk verantwortet das Internet-Portal „Gesichter im gegenwärtigen Humanismus – Who-is-HU“. Im Portal (Stand 2022) finden sich Porträts und Wissenswertes über rund 1.200 Agnostiker, Atheisten und Humanisten vom Jugendweihling über Hans Albert, Max Kruse bis Richard Dawkins.
Sie lebt und arbeitet in Berlin zusammen mit dem Autor und Journalisten Carsten Frerk.

## Ausstellungen und Arbeiten (Auswahl)
Einzelausstellungen
- 1991: Nähe (Riesa an der Elbe)
- 1994: Steinige Schönheiten (Zittau)
- 1994: Mädchen mit Vergangenheit auf dem Weg in die eigene Zukunft (Hamburg)
- 1994: Görlitz - Das Raunen der Steine (Görlitz, Hamburg, Venedig, Luxemburg, Berlin)
- 1996: Im Jahr 2000 - Frau sein: Verstehen - Verschmelzen - Verantwortung (Hamburg)
- 1997: Dresden - Mit beschwingtem Gang ins dritte Jahrtausend (Hamburg; Dresden, Rathaus)
- 2015: Heimat - Polisario Exil in Algerien (20. Hallesche Frauenkulturtage - galerie temporaire)

Gruppenausstellungen
- 1993: Lieblings-Bilder (Hamburg, Galerie der GEDOK)
- 1994: Neeue Medien, Beitrag: Das ich im Du - Reflexionen im Verstehen (Hamburg, Galerie der GEDOK)
- 1995: Auslöser, Beitrag: Mann und Frau oder von Liebe, Macht und Gegenlicht (Bonn, Künstlerforum; Hamburg, Galerie der GEDOK; Görlitz, Annenkapelle; Dresden, Deutsche Werkstätten Hellerau)
- 1996: Du und ich (Troisdorf, Internationaler Frauentag)
- 1996: Kunst-Tüten, Beiträge: Brust-Tasche und Adoleszens (Hamburg, Museum für Kunst und Gewerbe)
- 1996: Starke Stücke - Zarte Stücke (Siegburg, Rhein-Sieg-Kunstverein)
- 1996: Auslöser, Beitrag: Mann und Frau oder Wenn der Tag die Nacht berührt (Bonn; Hannover, Galerie der GEDOK; Riga/Lettland, Kongresszentrum)
- 1997: Tierisch menschlich (Hamburg, Sängerakademie)
- 1997: Honneymoon  gemeinsam mit Natali Ital, Beitrag: Paar Weise - Fiktiontrotz Epilog (Mannheim, Fotogalerie Alte Feuerwache)
- 1998: Ursula Menzer Er/Sie, Seh-Texte, Beitrag: Die Autorin - Der Text Photogramme (Universität Lüneburg)
- 1999: Kulturbogen Bonn-Riga-Bonn Beitrag: Flamenco of Love (Karmel-Kloster)
- 2004: Erika Pluhar in den Jahren 1979 – 2004, Gemeinschaftsausstellung Christine de Grancy, Alisa Douer, Evelin Frerk, (Wien, WestLichtgalerie)

Filmbegleitungen (Fotografie, Ausstattung)
- 1986: Marmortische (Portugal)
- 1992: Rosalinas Haus[4] (Azoren/Fajal)
- 2001: Marafona[5] (Portugal)
- 2011: Sahara in mir[6] (Algerien)
- 2013: Laguna[7] (Italien)
- 2015: 14. Kongress der Polisario[8] (Algerien)

Fotografie - Auftragsarbeiten
- 1990: Ausstellung „BIRTE LENA“ (Künstlerhaus Moskau) – Katalog
- 2004 ff. Fotografie der meisten Beiräte der Giordano-Bruno-Stiftung[9]
- 2016: Deschner-Preis an Raif Badawi und Ensaf Haidar (Nationalbibliothek Frankfurt) - Bildergalerie[10]
- 2019: Humanisten für Menschenrechte und Toleranz, Alibri-Verlag - Bilder[11]

Kampagnen (Begleitung und Design-Fotografie)
- 2004 ff.: Room 28 „Die Mädchen von Zimmer 28, L 410 Theresienstadt“[12][13] (mit Katalog und Ausstellungen im Deutschen Bundestag, in Israel, Hamburg, Rendsburg (Jüdisches Museum), Brüssel u. a. m.)
- 2009: Buskampagne „Es gibt (mit an Sicherheit grenzender Wahrscheinlich) keinen Gott“[14]
- 2012 ff.: Kinderrechtskampagne[15] – „Mein Körper gehört mir!“
- 2014 – 2020: Für das Recht auf letzte Hilfe[16]
- 2019: Buskampagne „Kirchenstaat? Nein Danke.“[17] (Fotografie der Großplakate)

## Veröffentlichungen (Auswahl)
- Keramik Leben – Collection Peter Siemssen Stiftung. Arnold, Stuttgart 2007, ISBN 978-3-89790-256-5.
  - mit Peter Siemssen Foundation (Hrsg.): Ceramics - a lifelong passion. Arnold, Stuttgart 2007, ISBN 978-3-89790-256-5.
  -  La céramique, passionnément. Collection de la Fondation Peter Siemssen. Arnold, Stuttgart 2007, ISBN 978-3-89790-257-2.
- mit Christine de Grancy, Alisa Douer und Erika Pluhar: Erika Pluhar : in den Jahren 1979 - 2004 / gesehen und photogr. von Christine de Grancy ; Alisa Douer ; Evelin Frerk Hoffmann und Campe, Hamburg 2004, ISBN 978-3-455-09427-5.
- mit Ursula Menzer (Text) und Jörg Ziegenspeck (Hrsg.): Dokumentation der Vorträge anlässlich der Ausstellung Er, Sie, Seh-Texte. Edition Erlebnispädagogik, Lüneburg 1999, ISBN 978-3-89569-042-6.
- mit Henning Sietz: Rund um Hamburg. 12 Tagestouren zwischen Ostsee und Elbe, Heide und Wendland. Schelzky und Jeep, Berlin 1995, ISBN 978-3-923024-69-8.
- mit Stefan Heimer und Frank Böttcher: Rund um Dresden. Unterwegs im tausendjährigen Sachsen. Schelzky und Jeep, Berlin 1994, ISBN 978-3-923024-59-9.